# Cestonia grisella
Cestonia grisella är en tvåvingeart som beskrevs av Louis-Paul Mesnil 1963. Cestonia grisella ingår i släktet Cestonia och familjen parasitflugor. Inga underarter finns listade i Catalogue of Life.